# Funkcionál
A matematikában, különösen a funkcionálanalízis területén, hagyományosan funkcionálnak nevezzük azokat a függvényeket, melyek vektortérből képeznek a vektortér alaptestére, népszerűen fogalmazva a skalár-értékű vektorfüggvényeket. Az analízisben igen természetesen fordul elő függvények vektortere, ahol a funkcionál mint függvények függvénye manifesztálódik. A funkcionálok használata a variációszámításból ered, ahol azokat a függvényeket keresik, amiken egy bizonyos funkcionál a minimumát veszi fel. Különösen fontos alkalmazása - és nem kevésbé tipikus - a fizikában, amikor egynémely rendszer olyan állapotát keressük, amely minimalizálja a rendszer hatását.

## Definíció
{\displaystyle F\,} pontosan akkor funkcionál, ha létezik {\displaystyle V\,\,\mathbb {K} } feletti vektortér, hogy {\displaystyle F\in \mathbb {K} ^{V}}, ahol {\displaystyle \mathbb {K} \in \{\mathbb {R,\,C} \}}. {\displaystyle F\,} funkcionál akkor lineáris, ha bármely {\displaystyle V\ni x,y}-ra és {\displaystyle \lambda \in \mathbb {K} }-ra {\displaystyle F(x+y)=F(x)+F(y)\,}, és {\displaystyle F(\lambda x)=\lambda F(x)\,}.
Talán pontatlanabbul, de nem csak matematikusoknak érthetően: a funkcionál olyan függvény, amely függvényhez számot rendel. (Ezzel szemben a (szűkebb értelemben vett) függvény olyan függvény, amely számhoz számot, elemhez elemet, az operátor pedig olyan függvény, amely függvényhez függvényt rendel.) Ne tévesszen meg a függvény szó kétféle használata; a többi név speciálisabb.

## Példák

### Határozott integrál
A Riemann-integrálható függvények teréből értelmezett lineáris funkcionál az intervallumon vett határozott integrál:
{\displaystyle f\mapsto \int _{a}^{b}f(x)\,dx}.

### Algebrai duális
Legyen {\displaystyle V\,} vektortér {\displaystyle \mathbb {K} } felett.{\displaystyle V\,} algebrai duálisa, {\displaystyle V^{*}\,}, a {\displaystyle V\,}-ből {\displaystyle \mathbb {K} }-ba ható lineáris funkcionálok a tere. Ekkor
{\displaystyle V^{*}=\{f:V\rightarrow \mathbb {K} ;\,y\mapsto \langle x,y\rangle \,|\,\forall x\in V\}\,}, ahol {\displaystyle \langle .,.\rangle } euklideszi skalárszorzás,
ugyanis {\displaystyle \Phi :V\rightarrow V^{*};\,x\mapsto (y\mapsto \langle x,y\rangle )\,} izomorfia {\displaystyle V\,} és {\displaystyle V^{*}\,} között.